# Agave longiflora
Agave longiflora ist eine Pflanzenart aus der Gattung der Agaven (Agave) in der Unterfamilie der Agavengewächse (Agavoideae). Das Artepitheton longiflora leitet sich von den lateinischen Worten longus für ‚lang‘ sowie -florus für ‚blühend‘ ab und verweist auf die Gesamtgröße der Blüten.

## Beschreibung
Agave longiflora besitzt Rhizome von bis zu 6,5 Zentimeter Länge und 2 Zentimeter Breite. Ihre Wurzeln sind fleischig. Die drei bis sieben (selten bis 15) lanzettlichen Laubblätter sind fleischig und rinnig. Ihre Spitze ist spitz und trägt ein mittelgroßes aufgesetztes Spitzchen. Die grüne Blattspreite ist bis zu 26,5 Zentimeter lang und 1,4 Zentimeter (in Kultur bis 2 Zentimeter) breit. Das ganze Laubblatt ist mit dunkler grünen oder braunen Flecken besetzt. An den Blatträndern befinden sich entfernt stehende, knorpelige und manchmal zurückgeschlagene Zähne. Die Blattbasen bedecken die Pflanzenbasis und sind  2 bis 5 Zentimeter lang.
Der „ährige“ Blütenstand erreicht eine Höhe von bis zu 50 Zentimeter (in Kultur von bis zu 96 Zentimeter). Der blütentragende Teil ist 8 bis 20 Zentimeter lang (in Kultur bis 35 Zentimeter) und trägt zehn bis 21 dicht oder lockergestellte, sitzenden, aufrechte Blüten. Der ellipsoide Fruchtknoten ist 4 bis 6 Millimeter lang. Die gerade, schmal trichterförmige Perigonröhre weist eine Länge von 23 bis 36 Millimeter auf. Die länglichen, zurückgerollten, an der Spitze stumpfen Perigonzipfel sind 8 bis 14 (selten bis 19) Millimeter lang und tragen ein kleines Haarbüschel. Die sehr kurzen Staubblätter sind an der Mündung der Perigonröhre angeheftet. Die Staubbeutel sind 5 bis 6 Millimeter lang, der Griffel ragt nicht aus der Perigonröhre heraus. Die dreilappigen Narben sind papillat. Die Blütezeit ist der September.
Die niedergedrückt-kugelförmigen Früchte sind 0,9 bis 1 Zentimeter lang und 1 bis 1,3 Zentimeter breit. Sie enthalten Samen von 3 Millimeter Länge und 4 Millimeter Breite.

## Systematik und Verbreitung
Agave longiflora ist in den Vereinigten Staaten im Bundesstaat Texas sowie im mexikanischen Bundesstaat Tamaulipas auf lehmigen Hängen, trockenen, kiesigen Hügeln und in der Prärie auf sandigem Lehm über verhärtetem Kalk („Caliche“) verbreitet.
Die Erstbeschreibung als Runyonia longiflora durch Joseph Nelson Rose wurde 1922 veröffentlicht. Gordon Douglas Rowley stellte die Art 1977 in die Gattung Agave.
Ein nomenklatorisches Synonym ist Manfreda longiflora (Rose) Verh.-Will. (1975). Weitere Synonyme sind Runyonia tubiflora Rose (in schedula, ohne Jahr, nom. inval. ICBN-Artikel 29.1), Runyonia tenuiflora Rose (in schedula, ohne Jahr, nom. inval. ICBN-Artikel 29.1) und Polianthes runyonii Shinners (1966).
Die Art gehört in die Untergattung Manfreda und wird dort der Manfreda-Gruppe zugeordnet.

## Nachweise